# Anatole de Baudot
Joseph-Eugène-Anatole de Baudot (Sarrebourg, 1834-París, 1915) fue un arquitecto francés.

## Biografía
Nacido en Sarrebourg en 1834, en las Exposiciones celebradas en París desde 1866 a 1877 presentó numerosos proyectos de obras públicas, alguno de los cuales fue premiado con medalla. Baudot, que fue alumno de Viollet-le-Duc, colaboró en algunas publicaciones arquitectónicas y publicó textos como Réorganisation de l'École des beaux-arts, décret du 13 novembre 1813, de son influence sur l'étude de l'architecture (1864), Églises de bourgs et villages (1867) y La sculpture française au moyen âge et à la Renaissance (1884).Falleció en 1915 en París.